# Artosilla
Artosilla (en aragonais : Artosiella) est un village de la province de Huesca, situé à environ 8 kilomètres au sud-est de la ville de Sabiñánigo, à 990 mètres d'altitude. L'endroit est habité au moins depuis le Haut Moyen Âge. Le village a été abandonné au cours des années 1960, mais est habité de nouveau depuis 1986 ; il est actuellement géré par l'association Artiborain, comme ceux d'Aineto et d'Ibort, en accord avec l'administration.